# PLPP4
PLPP4 (англ. Phospholipid phosphatase 4) – білок, який кодується однойменним геном, розташованим у людей на короткому плечі 10-ї хромосоми. Довжина поліпептидного ланцюга білка становить 271 амінокислот, а молекулярна маса — 30 395.
| 10         |  | 20         |  | 30         |  | 40         |  | 50         |
| ---------- |  | ---------- |  | ---------- |  | ---------- |  | ---------- |
| MRELAIEIGV |  | RALLFGVFVF |  | TEFLDPFQRV |  | IQPEEIWLYK |  | NPLVQSDNIP |
| TRLMFAISFL |  | TPLAVICVVK |  | IIRRTDKTEI |  | KEAFLAVSLA |  | LALNGVCTNT |
| IKLIVGRPRP |  | DFFYRCFPDG |  | VMNSEMHCTG |  | DPDLVSEGRK |  | SFPSIHSSFA |
| FSGLGFTTFY |  | LAGKLHCFTE |  | SGRGKSWRLC |  | AAILPLYCAM |  | MIALSRMCDY |
| KHHWQDSFVG |  | GVIGLIFAYI |  | CYRQHYPPLA |  | NTACHKPYVS |  | LRVPASLKKE |
| ERPTADSAPS |  | LPLEGITEGP |  | V          |  |            |  |            |

A: Аланін

C: Цистеїн

D: Аспарагінова кислота

E: Глутамінова кислота

F: Фенілаланін

G: Гліцин

H: Гістидин

I: Ізолейцин

K: Лізин

L: Лейцин

M: Метіонін

N: Аспарагін

P: Пролін

Q: Глутамін

R: Аргінін

S: Серин

T: Треонін

V: Валін

W: Триптофан

Кодований геном білок за функцією належить до гідролаз. 
Задіяний у такому біологічному процесі, як альтернативний сплайсинг. 
Локалізований у мембрані.